# Cherif Younousse
Cherif Younousse Samba (* 22. Mai 1995 in Dakar) ist ein katarischer Beachvolleyballspieler senegalesischer Herkunft.

## Karriere
Cherif nahm 2014 mit Ahmed Tijan an der U21-Weltmeisterschaft in Larnaka teil und absolvierte mit ihm bei den Doha Open auch sein erstes Turnier der FIVB World Tour. 2015 bildete er ein neues Duo mit dem gebürtigen Brasilianer Jefferson Santos Pereira. Nach den ersten gemeinsamen Open-Turnieren in Fuzhou und Luzern nahmen Jefferson/Cherif an der Weltmeisterschaft 2015 in den Niederlanden teil. Dort kamen sie als Gruppendritter in die KO-Runde und schafften es bis ins Viertelfinale. Anschließend spielten sie beim Grand Slam in Olsztyn und den Xiamen Open, bevor sie am erstmals ausgetragenen Open-Turnier in Katar teilnahmen. Anfang 2016 gewannen sie die Kisch Open. Beim Grand Slam in Rio de Janeiro und drei Open-Turnieren belegten sie jeweils den 25. Platz. Die Asien-Meisterschaft beendeten sie auf dem fünften Rang. Beim Continental Cup der AVC setzten sich Jefferson/Cherif gegen die Konkurrenten aus Asien durch und qualifizierten sich für die Olympischen Spiele 2016 in Rio. Hier erreichten sie als Gruppenzweiter das Achtelfinale, in dem sie gegen die Russen Semjonow/Krassilnikow ausschieden. Bei der Weltmeisterschaft 2017 in Wien belegten Jefferson/Cherif Platz neun. Seit Oktober 2017 startet Cherif wieder mit Ahmed Tijan. Auf der World Tour 2018 erreichten die Katarer sowohl beim 4-Sterne-Turnier im heimischen Doha als auch beim 5-Sterne-Turnier in Wien Platz drei. Bei den Asienspielen 2018 in Indonesien gewannen Cherif/Ahmed Tijan die Goldmedaille. Anschließend wurden sie auch Asienmeister in Thailand. 2019 konnten sie diesen Titel in China erfolgreich verteidigen.
2021 gewannen Cherif/Ahmed Tijan in Cancún ihr erstes 4-Sterne-Turnier, nachdem sie bei den beiden direkt davor stattfindenden Turnieren jeweils den zweiten Platz belegten. Bei den folgenden 4-Sterne-Turnieren erreichten sie Platz zwei in Sotschi und Platz neun in Ostrava und kletterten damit auf Platz fünf in der Weltrangliste. 2021 gewannen sie beim olympischen Beachvolleyballturnier in Tokio die Bronzemedaille. Es war die erste ihres Landes bei Olympischen Spielen überhaupt. Im folgenden Jahr siegten sie beim ersten Elite16 in Rosarito. Sie wurden Zweite beim gleichwertigen Wettbewerb in Jūrmala, Dritte in Kapstadt und standen in der Runde der letzten Acht  in Ostrava und Paris. Bei der Weltmeisterschaft scheiterten sie nach einer Poolphase und der ersten Hauptrunde ohne Satzverlust an Bruno Schmidt und Saymon Barbosa im Achtelfinale. Im November wurden sie Asienmeister. 2023 waren die Silbermedaille in Tschechien und das viermalige Erreichen der Runde der besten acht Teams ihre besten Resultate bei Elite16–Events. Die WM endete für sie nach wiederum ungeschlagener Gruppenphase in der ersten Hauptrunde. Bei den Finalspielen der Pro Tour in Doha wurden sie Vierte.
Eine Saison später waren geteilte fünfte Plätze in Gstaad und Brasilia die besten Ergebnisse der Katarer bei den hochrangigsten Turnieren der FIVB-Tour. Bei den Olympischen Spielen konnten sie nach drei Siegen in der Vorrunde und den anschließenden Erfolgen gegen M. Grimalt/E. Grimalt sowie Partain/Benesh erst in der Vorschlussrunde von den Olympiasiegern Åhman/Hellvig gestoppt werden, die sie in der Poolphase noch bezwungen hatten. Da auch das kleine Finale gegen Mol und Sørum verloren ging, beendeten Cherif und Ahmed das Turnier auf dem vierten Platz. Nach einem zweiten Platz beim Elite16 in João Pessoa und einem fünften Platz beim Elite16 in Rio de Janeiro erreichten Cherif/Ahmed Tijan bei den Finalspielen der Pro Tour 2024 in Doha Platz drei.
Auf der World Beach Pro Tour 2025 starteten die Katarer mit einem Challenge-Turniersieg in Xiamen. Auch bei Elite16-Turnieren gab es nach einem fünften Platz Ende Mai in Ostrava einen Sieg Anfang Juli in Gstaad.